# Mezinárodní letiště Šeremeťjevo

Logo letiště

Mezinárodní letiště Šeremeťjevo, přepisováno též jako Šeremetěvo (rusky Шереметьево) (IATA: SVO, ICAO: UUEE), oficiálně Mezinárodní Letiště Alexandra S. Puškina Šeremeťjevo, je největší letiště v Moskevské oblasti i v celém Rusku, a to jak počtem cestujících, tak i počtem pohybů. Leží na území města Chimki, 29 kilometrů severozápadně od centra Moskvy.
Mezinárodní letiště Šeremeťjevo má dvě souběžné betonové přistávací dráhy o délce 3700 a 3550 m. Po rekonstrukci má šest terminálů, přičemž terminály A, B a C, ležící severně od přistávacích drah, slouží hlavně domácí dopravě, kdežto terminály D, E a F na jižní straně (dříve Šeremeťjevo II.) obsluhují mezinárodní lety. Mezi oběma jezdí kyvadlový podzemní monorail. Spojení s centrem Moskvy zajišťuje vlak Aeroexpress (RŽD) za 35 minut a autobusy za 40 až 50 minut (autem za přibližně stejnou dobu).
Na letišti má základnu největší ruská letecká společnost Aeroflot, dále také společnosti Nordwind Airlines, Pegas Fly, Royal Flight a Ural Airlines (2018). Za rok 2018 zde bylo odbaveno 45,8 milionu cestujících při přibližně 357 tisících pohybů.

## Destinace
Na letiště Šeremeťjevo létají následující aerolinie do následujících destinací (aktualizováno 18. května 2024).
| Letecká společnost          | Destinace               | Destinace |
| --------------------------- | ----------------------- | --- |
| Aeroflot                    | Arménie                 | Jerevan |
| Aeroflot                    | Ázerbájdžán             | Baku · Gjandža |
| Aeroflot                    | Bělorusko               | Minsk |
| Aeroflot                    | Čína                    | Čcheng-tu · Kanton · Peking-Ta-sing · San-ja · Šanghaj |
| Aeroflot                    | Egypt                   | Hurghada · Káhira · Šarm aš-Šajch |
| Aeroflot                    | Hongkong                | Hongkong |
| Aeroflot                    | Indie                   | Nové Dillí \| sezónně: Goa |
| Aeroflot                    | Írán                    | Teherán |
| Aeroflot                    | Kazachstán              | Aktau · Almaty · Astana · Atyrau · Karaganda · Kostanaj · Šymkent |
| Aeroflot                    | Kuba                    | Havana \| sezónně: Varadero |
| Aeroflot                    | Kyrgyzstán              | Biškek · Oš |
| Aeroflot                    | Maledivy                | Male |
| Aeroflot                    | Mauricius               | Sezónně: Mauricius |
| Aeroflot                    | Rusko                   | Abakan · Anadyr · Archangelsk · Astrachaň · Barnaul · Blagověščensk · Čeljabinsk · Gorno-Altajsk · Grozný · Chabarovsk · Chanty-Mansijsk · Irkutsk · Iževsk · Jakutsk · Jekatěrinburg · Južno-Sachalinsk · Kaliningrad · Kazaň · Kemerovo · Kirovsk · Krasnojarsk · Magnitogorsk · Magadan · Machačkala · Miněralnyje Vody · Murmansk · Naberežnyje Čelny · Nižněvartovsk · Nižnij Novgorod · Novokuzněck · Novosibirsk · Novyj Urengoj · Omsk · Orenburg · Orsk · Penza · Petrohrad · Petropavlovsk-Kamčatskij · Perm · Samara · Saransk · Saratov · Soči · Stavropol · Surgut · Syktyvkar · Tomsk · Ťumeň · Ufa · Uljanovsk · Vladivostok · Volgograd |
| Aeroflot                    | Spojené arabské emiráty | Abú Zabí · Dubaj \| sezónně: Dubaj-Ál Maktúm |
| Aeroflot                    | Srí Lanka               | Kolombo |
| Aeroflot                    | Thajsko                 | Bangkok · Phuket |
| Aeroflot                    | Turecko                 | Adana · Antalya · Dalaman · Istanbul \| sezónně: Bodrum · Izmir |
| Aeroflot                    | Uzbekistán              | Buchara · Fergana · Samarkand · Taškent · Urgenč |
| Aeroflot                    | Vietnam                 | Ho Či Minovo Město |
| Air Algérie                 | Alžírsko                | Alžír |
| Air Cairo                   | Egypt                   | Sezónně: Hurghada · Šarm aš-Šajch |
| Air China                   | Čína                    | Peking |
| Air Serbia                  | Srbsko                  | Bělehrad |
| AlMasria Universal Airlines | Egypt                   | Sezónně: Hurghada · Šarm aš-Šajch |
| Ariana Afghan Airlines      | Afghánistán             | Kábul |
| Armenian Airlines           | Arménie                 | Jerevan |
| Beijing Capital Airlines    | Čína                    | Čching-tao · Chang-čou |
| Belavia                     | Bělorusko               | Minsk |
| Etihad Airways              | Spojené arabské emiráty | Abú Zabí |
| Hainan Airlines             | Čína                    | Peking |
| China Eastern Airlines      | Čína                    | Peking-Ta-sing · Šanghaj · Šen-jang \| sezónně: Si-an |
| China Southern Airlines     | Čína                    | Kanton · Peking-Ta-sing · Šen-čen \| sezónně: Urumči |
| Ikar                        | Čína                    | Čchang-čchun |
| Mahan Air                   | Írán                    | Teherán |
| MAYAir                      | Arménie                 | Jerevan |
| Nordwind Airlines           | Írán                    | Sezónně: Teherán |
| Nordwind Airlines           | Kuba                    | Cayo Coco · Varadero |
| Nordwind Airlines           | Rusko                   | Kaliningrad · Machačkala · Orenburg · Orsk · Petrohrad · Soči · Ťumeň · Ufa |
| Nordwind Airlines           | Tádžikistán             | Bochtar |
| Oman Air                    | Omán                    | Maskat |
| Pobeda                      | Rusko                   | Astrachaň · Barnaul · Čeboksary · Čeljabinsk · Irkutsk · Jekatěrinburg · Kaliningrad · Kazaň · Kemerovo · Kirov · Krasnojarsk · Machačkala · Miněralnyje Vody · Murmansk · Nalčik · Nazraň · Nižněkamsk · Novosibirsk · Omsk · Perm · Petrohrad · Saratov · Soči · Stavropol · Surgut · Ťumeň · Ufa · Vladikavkaz · Volgograd |
| Pobeda                      | Uzbekistán              | Buchara |
| Rossiya Airlines            | Egypt                   | Hurghada · Šarm aš-Šajch |
| Qatar Airways               | Katar                   | Dauhá |
| SCAT Airlines               | Kazachstán              | Almaty |
| Severstal Avia              | Rusko                   | Čerepovec · Petrozavodsk · Uchta \| sezónně: Kirovsk |
| Sichuan Airlines            | Čína                    | Čcheng-tu |
| Smartavia                   | Rusko                   | Jekatěrinburg · Murmansk · Novosibirsk · Samara · Soči · Ulan-Ude |
| Southwind Airlines          | Turecko                 | Sezónně: Antalya |
| Tianjin Airlines            | Čína                    | Čchung-Čching |
| Yamal Airlines              | Rusko                   | Salechard |

## Historie
Vzniklo jako vojenské letiště, v roce 1959 bylo otevřeno pro civilní provoz. Roku 1980 k Letním olympijským hrám v Moskvě byl otevřen druhý terminál (Šeremeťjevo II.) jižně od obou přistávacích drah. Před rokem 2010 nebyly terminály a zařízení v dobrém stavu, takže řada leteckých společností přesunula své lety na letiště Moskva-Domodědovo, které se přechodně stalo druhým největším moskevským letištěm.
V roce 2018 proběhla rekonstrukce letiště.

## Letecké nehody a incidenty
- Let Austrian Airlines 901 – 26. září 1960 přibližně 11 km od přistávací dráhy havaroval stroj Vickers 837 Viscount společnosti Austrian Airlines, nehodu nepřežilo 31 z 37 lidí na palubě.
- Let Japan Airlines 446 – 27. listopadu 1972 krátce po vzletu havaroval letoun Douglas DC-8 společnosti Japan Airlines, zemřelo 61 z 73 lidí na palubě.
- Let Aerflot 2415 – 28. listopadu 1986 krátce po vzletu havaroval Tupolev Tu-104 společnosti Aeroflot, všech 73 lidí na palubě zahynulo.
- Let Aeroflot 411 – 6. července 1982 havaroval krátce po vzletu Iljušin Il-62 společnosti Aeroflot, nikdo z 90 lidí na palubě nepřežil.
- Let PLK 9560 – 28. července 2002 krátce po vzletu z letiště Šeremeťjevo havaroval Iljušin Il-86 společnosti Pulkovo. Ze 16 lidí na palubě jich nehodu nepřežilo 14.
- Let Aeroflot 1492 – 5. května 2019 letoun Superjet 100-95 ruské společnosti Aeroflot havaroval při nouzovém přistání po úderu blesku na letišti Šeremeťjevo. Zemřelo 41 lidí z celkového počtu 78.
- Let Smartwings 1003 – 13. ledna 2019 letoun Boeing 737-900 české letecké společnosti Smartwings (Travel Service) vyjel z dráhy po přerušení vzletu. Důvodem byla znečištěná dráha ledem a sněhem. Na vině je také nesymetrický náběh tahu motorů. Z nehody všichni vyvázli bez zranění.